# 東新小岩
東新小岩（ひがししんこいわ）は、東京都葛飾区南部の地名。住居表示実施済み。現行行政地名は東新小岩一丁目から八丁目。

## 地理
葛飾区の南部、新小岩駅の北東に位置する。新小岩駅を中心に商業地区が広がる町である。隣接する地域は、北東が奥戸一・三・四丁目、南東が新小岩一・二・四丁目、南西が西新小岩一・四・五丁目、北西は中川を挟んで対岸に東立石一丁目、東の一部で江戸川区上一色。
ボウリング場（後、家具店）の跡地に新小岩駅東北広場が完成したが、ここには駅舎も改札口も設置されていない。

### 地価
住宅地の地価は、2025年（令和7年）1月1日の公示地価によれば、東新小岩2-4-11の地点で37万7000円/m2、東新小岩5-9-7の地点で43万2000円/m2、東新小岩8-21-5の地点で34万6000円/m2となっている。

## 歴史

### 地名の由来
新小岩駅（当時、国鉄。現・東日本旅客鉄道総武本線）に由来する。住居表示前は、上平井町・上小松町・下小松町などの町名だった。

## 世帯数と人口
2023年（令和5年）1月1日現在（東京都発表）の世帯数と人口は以下の通りである。
| 丁目           | 世帯数     | 人口     |
| -------------- | ---------- | -------- |
| 東新小岩一丁目 | 1,997世帯  | 3,896人  |
| 東新小岩二丁目 | 1,842世帯  | 3,935人  |
| 東新小岩三丁目 | 1,856世帯  | 3,123人  |
| 東新小岩四丁目 | 1,199世帯  | 2,279人  |
| 東新小岩五丁目 | 1,865世帯  | 3,222人  |
| 東新小岩六丁目 | 1,632世帯  | 3,122人  |
| 東新小岩七丁目 | 1,812世帯  | 3,397人  |
| 東新小岩八丁目 | 1,780世帯  | 3,678人  |
| 計             | 13,983世帯 | 26,652人 |

### 人口の変遷
国勢調査による人口の推移。
| 年                 | 人口   |
| ------------------ | ------ |
| 1995年（平成7年）  | 19,351 |
| 2000年（平成12年） | 20,116 |
| 2005年（平成17年） | 23,073 |
| 2010年（平成22年） | 24,877 |
| 2015年（平成27年） | 25,134 |
| 2020年（令和2年）  | 25,859 |

### 世帯数の変遷
国勢調査による世帯数の推移。
| 年                 | 世帯数 |
| ------------------ | ------ |
| 1995年（平成7年）  | 8,325  |
| 2000年（平成12年） | 8,993  |
| 2005年（平成17年） | 10,258 |
| 2010年（平成22年） | 11,577 |
| 2015年（平成27年） | 11,674 |
| 2020年（令和2年）  | 12,234 |

## 学区
区立小・中学校に通う場合、学区は以下の通りとなる（2021年4月時点）。
| 丁目           | 番地     | 小学校               | 中学校               |
| -------------- | -------- | -------------------- | -------------------- |
| 東新小岩一丁目 | 1～15番  | 葛飾区立松上小学校   | 葛飾区立小松中学校   |
| 東新小岩一丁目 | 16〜19番 | 葛飾区立二上小学校   | 葛飾区立小松中学校   |
| 東新小岩二丁目 | 全域     | 葛飾区立上小松小学校 | 葛飾区立小松中学校   |
| 東新小岩三丁目 | 1～5番   | 葛飾区立松上小学校   | 葛飾区立小松中学校   |
| 東新小岩三丁目 | 6〜16番  | 葛飾区立二上小学校   | 葛飾区立小松中学校   |
| 東新小岩四丁目 | 全域     | 葛飾区立上小松小学校 | 葛飾区立上平井中学校 |
| 東新小岩五丁目 | 全域     | 葛飾区立二上小学校   | 葛飾区立新小岩中学校 |
| 東新小岩六丁目 | 全域     | 葛飾区立上小松小学校 | 葛飾区立上平井中学校 |
| 東新小岩七丁目 | 全域     | 葛飾区立二上小学校   | 葛飾区立上平井中学校 |
| 東新小岩八丁目 | 全域     | 葛飾区立二上小学校   | 葛飾区立上平井中学校 |

## 事業所
2021年（令和3年）現在の経済センサス調査による事業所数と従業員数は以下の通りである。
| 丁目           | 事業所数  | 従業員数 |
| -------------- | --------- | -------- |
| 東新小岩一丁目 | 101事業所 | 869人    |
| 東新小岩二丁目 | 62事業所  | 710人    |
| 東新小岩三丁目 | 61事業所  | 488人    |
| 東新小岩四丁目 | 57事業所  | 543人    |
| 東新小岩五丁目 | 146事業所 | 958人    |
| 東新小岩六丁目 | 64事業所  | 643人    |
| 東新小岩七丁目 | 95事業所  | 872人    |
| 東新小岩八丁目 | 88事業所  | 579人    |
| 計             | 674事業所 | 5,662人  |

### 事業者数の変遷
経済センサスによる事業所数の推移。
| 年                 | 事業者数 |
| ------------------ | -------- |
| 2016年（平成28年） | 723      |
| 2021年（令和3年）  | 674      |

### 従業員数の変遷
経済センサスによる従業員数の推移。
| 年                 | 従業員数 |
| ------------------ | -------- |
| 2016年（平成28年） | 5,046    |
| 2021年（令和3年）  | 5,662    |

## 交通

### 鉄道
- 東日本旅客鉄道（JR東日本）
  - 総武本線：新小岩駅、新小岩信号場駅

### バス
新小岩駅（南口）を中核に路線バスの網が広がる。新小岩駅東北広場完成により一部系統が移動した。
- 都営バス
  - 新小20系統
  - 新小29/29-2系統
- 京成バス
  - 新小53系統
  - 新小59系統
  - 新金01系統
  - 篠01系統
  - 特急「東京ディズニーリゾート」線
- 京成タウンバス
  - 新小20系統
  - 新小51系統
  - 新小52系統
  - 新小58系統
  - 新小59系統
  - 新金01系統

### 道路・橋梁
道路
- 東京都道308号千住小松川葛西沖線（平和橋通り）
- 東京都道315号御徒町小岩線（蔵前橋通り）
- 東京都道318号環状七号線（環七通り）

橋梁
- 平和橋（中川の橋梁。対岸に東立石・東四つ木）
- 小松橋（総武本線の跨線橋。陸橋）「青鉄橋」の呼び名は旧橋が深緑色だったことに由来する。
- 新小岩陸橋（蔵前橋通り）工事前、巽橋下の西井堀埋め立て、たつみ第２歩道橋、上小松歩道橋などの撤去を行った。

## 施設
行政
- 東京都江東治水事務所
- 東京都第五建設事務所
- 葛飾区新小岩北区民事務所

教育
- 葛飾区立二上小学校
- 葛飾区立上平井中学校

文化
- 葛飾区立上小松図書館

公園・スポーツ・レクリエーション
- 私学事業団総合運動場

## 史跡・寺社
- 天祖神社 - 上平井天祖神社（東新小岩八丁目6番20号）
- 上小松天祖神社（東新小岩四丁目23番8号）
- 八幡山来迎院上品寺[16]（東新小岩七丁8番2号）
- 正福寺（東新小岩四丁目8番4号）

## その他

### 日本郵便
- 郵便番号 : 124-0023[3]（集配局 : 葛飾郵便局[17]）。